# کیسه‌واران
کیسه‌واران(نام علمی: Cystoidea) نام یک رده از شاخه خارپوستان است.